# Bertil Ohlins donationsfond
Bertil Ohlins donationsfond bildades 1949 och har som ändamål att främja internationellt utbyte genom att dela ut stipendier i syfte att möjliggöra för personer som genom verksamhet i press, arbete i politiska organisationer eller på annat sätt visat intresse för svensk liberalism.